# إيتسيك شمولي
ايتسيك شمولي (بالعبرية: איציק שמולי؛ ولد 8 فبراير 1980) سياسي إسرائيلي يشغل حاليا منصب عضو في الكنيست عن الاتحاد الصهيوني وهو الرئيس السابق للاتحاد الوطني للطلبة الإسرائيليين.